# 采尔廷根-拉赫蒂希
采尔廷根-拉赫蒂希是德国莱茵兰-普法尔茨州的一个市镇。总面积16.94平方公里，总人口2181人，其中男性1059人，女性1122人（2011年12月31日），人口密度129人/平方公里。

## 友好城市
- 法國 圣弗洛朗坦